# Augusto Chini

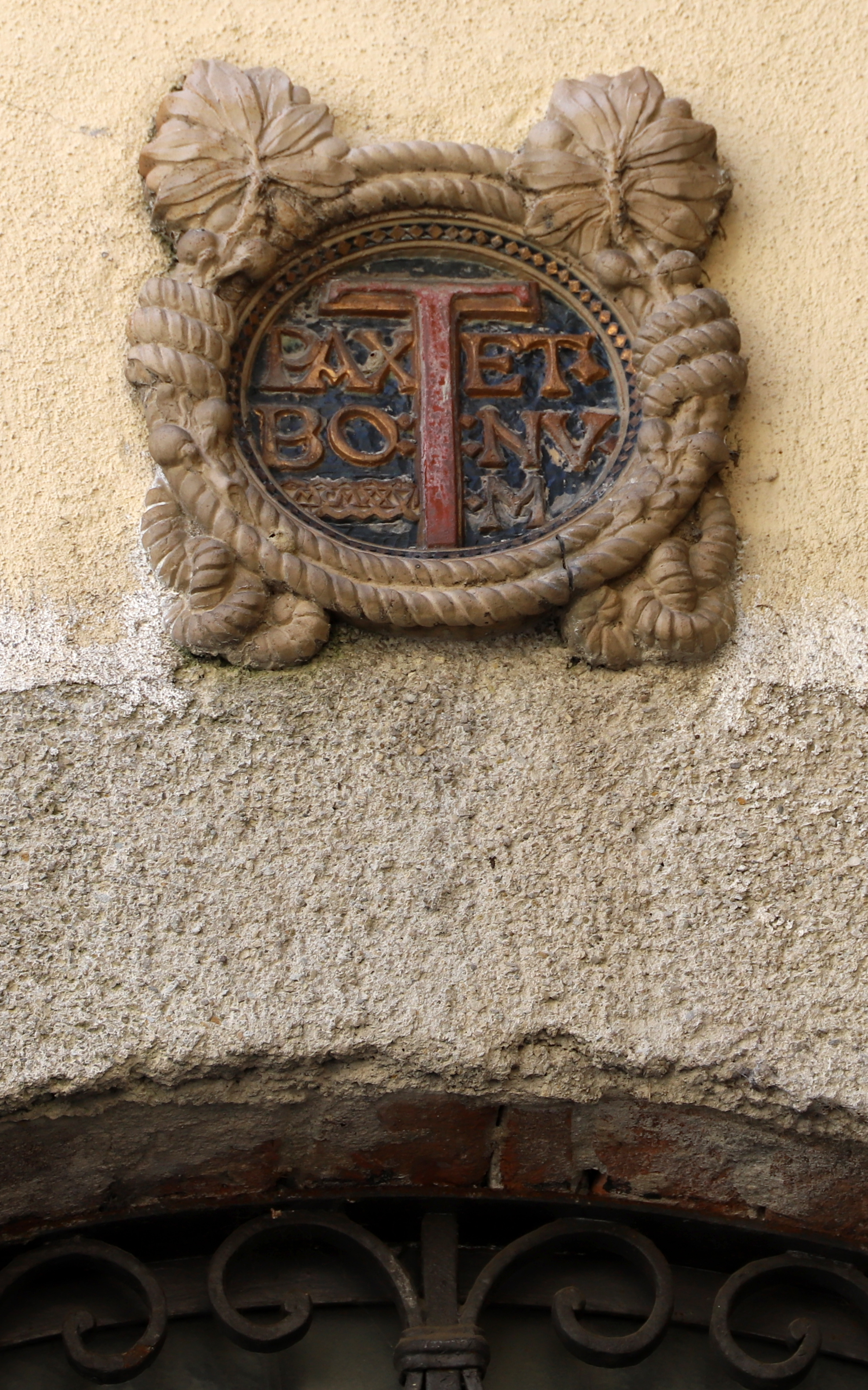
Augusto Chini, Pax et Bonum, targa francescana

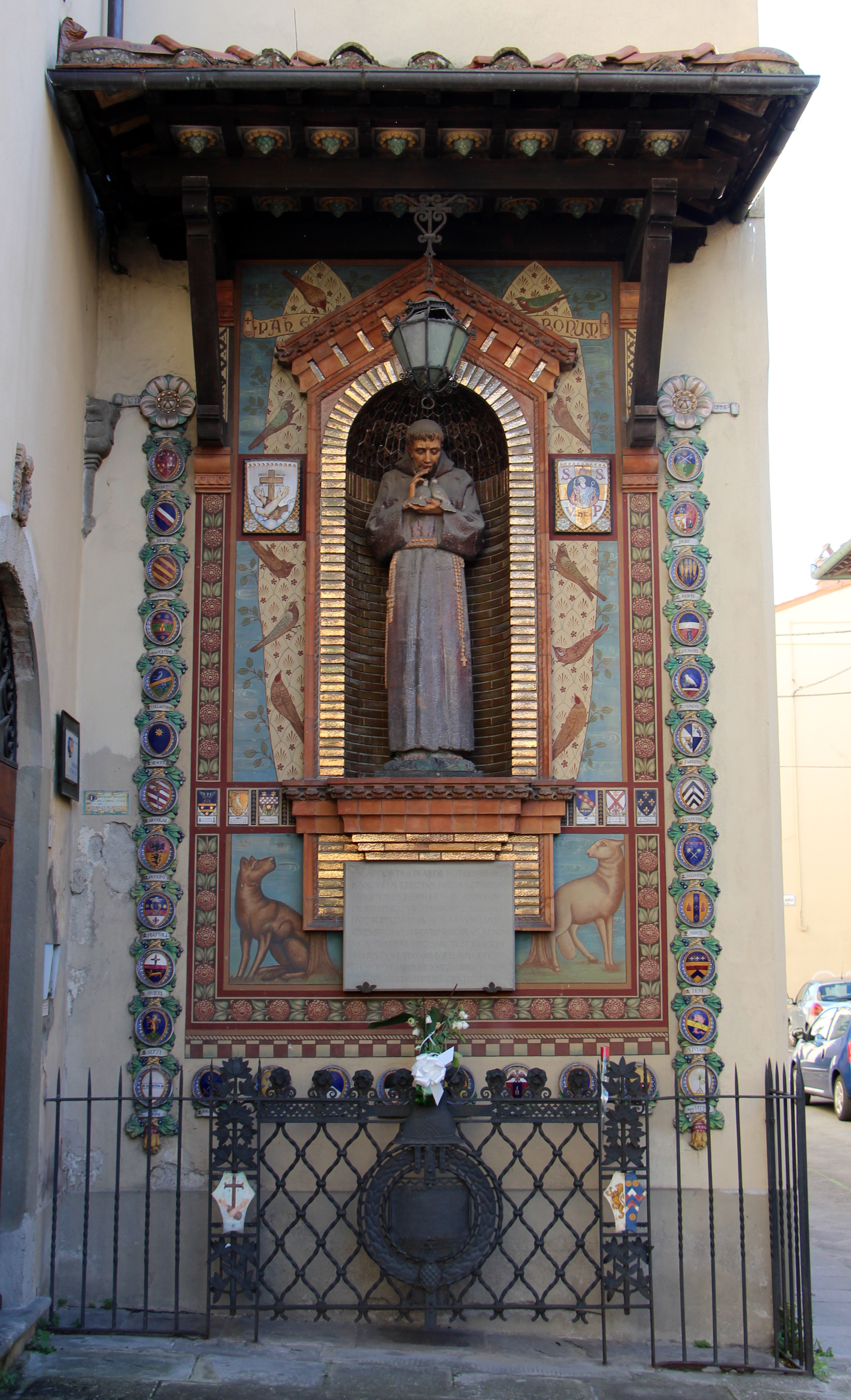
Manifattura Chini, tabernacolo di san Francesco, Borgo San Lorenzo, 1926

Augusto Chini (Firenze, 1904 – Borgo San Lorenzo, 1998) è stato un pittore e decoratore italiano.

## Biografia
Augusto Chini Junior, nato a Firenze 1904, figlio di Chino, fratello di Tito e nipote di Augusto Senior e di Galileo, compie gli studi alla Scuola d'Arte di Santa Croce, allievo di Libero Andreotti e completa la sua formazione diplomandosi in scultura all'Accademia di Belle Arti di Firenze, sotto la guida di Domenico Trentacoste.
La costruzione del Villno Chini a Borgo San Lorenzo, residenza della famiglia, iniziò nel 1923 e terminò nel 1924. Il progetto lo si deve al diciannovenne Augusto in occasione del suo esame di maturità degli studi presso la scuola professionale di Santa Croce dove aveva studiato anche il fratello Tito. Augusto creò un edificio particolare e innovativo nel panorama locale, inserendo sia elementi esotici che neomedievali e soprattutto ebbe l'idea di sfruttare nei rivestimenti anche della facciata esterna gli avanzi del complesso lavoro che aveva impegnato le Fornaci San Lorenzo per le Terme Berzieri di Salsomaggiore. L'edificio monumentale realizzato fra il 1914 ed il 1923 su progetto degli architetti Ugo Giusti e Giulio Bernardini, impegnò molto la manifattura e tanto che venne arricchito dall'apporto del pittore Galileo Chini, e dalla produzione delle Fornaci. Il Villino Chini risulta dunque usa sorta di campionario a cielo aperto della produzione della manifattura borghigiana.
Dalla metà degli anni venti Augusto lavora presso la manifattura ceramica del padre "Fornaci di San Lorenzo" insieme al fratello maggiore Tito, sue creazioni sono infatti le piccole plastiche che ornano i vasi successivi alla produzione del 1920.
All'interno della manifattura ceramica riveste il ruolo di plasticatore e sarà sua l'idea del "Pax et Bonum", targa francescana di cui fornisce il disegno per finanziare la produzione di opere per festeggiare il settimo centenario della morte di San Francesco nel Mugello. 
I Chini eseguirono sia il Tabernacolo con San Francesco, collocato di lato alla pieve di San Lorenzo, sia il Cenacolo del Terz’Ordine Francescano della chiesa di San Carlo, la cui congregazione tiene tuttora vivo il ricordo del Santo.
La scultura nell'edicola di San Francesco si deve ad Augusto Chini, mentre Tito Chini decorerà le parti pittoriche e ceramiche che circondano la scultura, con le figure del lupo e dell'agnello e il tutto contornato dagli stemmi delle più importanti famiglie del luogo.
Queste opere furono eseguite grazie al concorso di molte famiglie che acquistarono - al prezzo minimo del costo del materiale - una targa con l’iscrizione “Pax  et Bonum”, realizzata dalla Manifattura Chini. Sopra i portali delle facciate di molte abitazioni di Borgo San Lorenzo sono ancora oggi visibili questi stemmi francescani.
Nel 1925 è lui a dirigere la produzione destinata alla decorazione ceramica dei padiglioni dell'Esposizione Internazionale di Parigi. 
È autore del decoro costituito da grandi palme stilizzate per il portale del Padiglione delle Colonie, dell'Esposizione di Anversa del 1930. 
Distrutta da un bombardamento aereo nel 1943, la fabbrica viene ricostruita nello stesso posto al termine della guerra e gestita da Augusto Chini fino al 1955 quando nell'assetto della ditta entra, come socio, il commerciante di ceramiche Franco Pecchioli che modifica la ragione sociale in "Franco Pecchioli Ceramica".
Augusto Chini muore a Borgo San Lorenzo, nel 1998.